# Hernán Celedoni
Hernán Celedoni es un deportista argentino que compitió en vela en la clase Soling. Ganó cinco medallas en el Campeonato Mundial de Soling entre los años 2001 y 2018, y una medalla en el Campeonato Europeo de Soling de 2010.

## Palmarés internacional
| Campeonato Mundial | Campeonato Mundial           | Campeonato Mundial | Campeonato Mundial |
| Año                | Lugar                        | Medalla            | Clase              |
| ------------------ | ---------------------------- | ------------------ | ------------------ |
| 2001               | San Isidro (Argentina)       | Medalla de oro     | Soling             |
| 2004               | Porto Alegre (Brasil)        | Medalla de oro     | Soling             |
| 2008               | Scarlino (Italia)            | Medalla de plata   | Soling             |
| 2010               | Porto Alegre (Brasil)        | Medalla de plata   | Soling             |
| 2018               | San Isidro (Argentina)       | Medalla de oro     | Soling             |
| Campeonato Europeo |                              |                    |                    |
| Año                | Lugar                        | Medalla            | Clase              |
| 2010               | La Trinité-sur-Mer (Francia) | Medalla de bronce  | Soling             |

1. ↑  En algunas ediciones del Campeonato Europeo se permitió la participación de regatistas de otros continentes.